# Yu-Gi-Oh! GX: Tag Force Evolution
Yu-Gi-Oh! GX: Tag Force é um jogo produzido pela Konami para o Playstation Portable, baseado na série de anime e mangá, Yu-Gi-Oh! GX. O jogo foi relançado em 2008 para o Playstation 2 sob o nome de Yu-Gi-Oh! GX: The Beginning of Destiny nos Estados Unidos, e Yu-Gi-Oh! Tag Force Evolution na Europa. O jogo tem múltiplas análises.